# Evelien Gans
Evelien Ellen Gans (New York, 24 april 1951 – Amsterdam, 19 juli 2018) was een Nederlands historica, publiciste en bijzonder hoogleraar.

## Biografie
Gans werd geboren in een geassimileerd, atheïstisch Joods gezin. Ze was de dochter van Marco Gans, die de Tweede Wereldoorlog overleefde op dertien verschillende onderduikadressen. Uit angst voor een volgende wereldoorlog besloot hij met zijn vrouw Ellen van Dam begin jaren '50 te emigreren naar New York, waar Evelien werd geboren. Drie jaar later keerde het gezin alsnog terug naar Nederland. Gans had drie joodse grootouders. Aangezien haar moeders moeder niet joods was en zij zich ook niet bekeerde tot het jodendom, was Gans volgens de halachische wetten niet joods. Hier trok ze zich echter niets van aan. Van haar joods-zijn zou ze, naar eigen zeggen, zelfs haar 'beroep' maken. Het was immers haar familiegeschiedenis die haar joodse identiteit vorm gaf.

## Loopbaan
Na de middelbare school ging Gans geschiedenis studeren aan de Universiteit van Amsterdam. Deze studie brak ze voortijdig af om zich te kunnen wijden aan uiteenlopende politieke en maatschappelijke kwesties. Zo werd Gans actief in de kraakbeweging, waarvoor ze tijdens de Nieuwmarktrellen in 1975 werd gearresteerd. Daarnaast ging ze werken in het Meidenwegloophuis, een opvanghuis voor mishandelde meisjes. In diezelfde periode gaf Gans les als docent dramatische vorming. Later hervatte ze haar studie en raakte ze geïnteresseerd in de Joodse geschiedenis. Gans specialiseerde zich destijds in de ingewikkelde verhouding tussen Joden en niet-Joden. Het resultaat ervan, het boek Gojse nijd & joods narcisme, deed veel stof opwaaien. Hierin stelde Gans namelijk dat ‘gojim’ (niet-Joden) jaloers zijn op de aandacht die Joodse overlevenden van de Holocaust kregen. Tegelijkertijd was ze van mening dat Joden narcistisch zijn door te zwelgen in het hen aangedane leed.
In 1999 promoveerde ze op een studie over Joodse sociaaldemocraten en socialistisch-zionisten in Nederland. Van haar proefschrift De kleine verschillen die het leven uitmaken werden duizenden exemplaren verkocht. In mei 2002 werd Gans voor dit werk onderscheiden met de Henriette Roland Holst-prijs.
Na haar promotie trad Gans in dienst van het NIOD Instituut voor Oorlogs-, Holocaust- en Genocidestudies. Ze deed onderzoek naar antisemitisme en anti-Joodse stereotypen in Nederland in de eerste jaren na de bevrijding. Dit werk mondde uit in het door haar geleide NWO-programma De dynamiek van hedendaags antisemitisme in een wereldwijde context, dat in 2016 werd afgerond met de publicatie van de mede door Remco Ensel geredigeerde bundel The Holocaust, Israel and 'the Jew'. Histories of Antisemitism in Postwar Dutch Society. Gans gebruikte als eerste het begrip nivellering voor het vervagen van de grenzen tussen daders, slachtoffers, medeplichtigen en omstanders in relatie tot de Holocaust.
In 2002 werd Gans benoemd tot bijzonder hoogleraar Hedendaags jodendom, zijn geschiedenis en zijn cultuur aan de Faculteit der Geesteswetenschappen van de Universiteit van Amsterdam. In 2016 ging ze met pensioen. Tot haar ongenoegen kreeg ze geen opvolger.
In 2008 verscheen van haar hand het eerste deel van een dubbelbiografie van Jaap Meijer en diens zoon Ischa Meijer: Jaap en Ischa Meijer. Een joodse geschiedenis 1912-1956. Voor dit boek kreeg Gans in 2011 de Dr. Henriëtte Boas-prijs. Pas in 2018, veel later dan ze van plan was, vond ze de tijd en ruimte om aan het tweede deel te beginnen. Dit deel zou voornamelijk over Ischa Meijer gaan, over de breuk tussen ouders en kinderen, maar was ten tijde van Gans' overlijden nog niet voltooid.
Naast onderzoeker bij het NIOD en bijzonder hoogleraar aan de Universiteit van Amsterdam was Gans ook actief als lid van de Commissie voor de Geschiedenis en de Cultuur van de Joden in Nederland van het Menasseh ben Israel Instituut.

## Privéleven
Haar levenspartner was documentairemaker en dichter Frank Diamand.
In 2018 overleed Gans op 67-jarige leeftijd door zelfdoding. Uitgeverij Prometheus meldde dat ze de laatste maanden van haar leven depressief was. In een interview met The Times of Israel vertelde Diamand dat “haar focus op de vervolging van de Joden en op  het bestrijden van wat zij beschouwde als een verdoezeling van de Shoah als een van de factoren heeft bijgedragen aan haar suïcide”. Na haar overlijden werd Gans omschreven als een 'geëngageerde wetenschapper', 'kritische en strijdbare historica' en 'kroniekschrijver van het Joodse leven'.